# 菱叶腹水草
菱叶腹水草（学名：Veronicastrum rhombifolium），为玄参科腹水草属下的一个植物种。